# 彼得羅尼亞 (紐約州)
彼得羅尼亞（英語：Petrolia）是位於美國紐約州亞利加尼縣的非建制地區。

## 歷史
彼得羅尼亞的郵局於1881年設立，其後於1901年停運。

## 地理
彼得羅尼亞所處的海拔為高於海平面563米（即1847英呎），而該地所採用的時區為UTC-5，即北美东部时区（EST）。同時該地設有夏令時間，為UTC-5調快一小時，即UTC-4（EDT）。